# Do tmy
Do tmy je psychologický román spisovatelky Anny Bolavé, který v roce 2015 vydalo nakladatelství Odeon. Kniha získala cenu Magnesia Litera 2016 za prózu. Po udělení ceny se čtyřnásobně zvedl prodej knihy a přesáhl 8000 kusů.
Kniha je rozdělená na 14 kapitol, každá má název podle byliny, kterou hlavní postava v tu dobu sbírá.

## Děj
Děj vypráví o příběhu osamělé, nemocné ženy Anny Bartákové, která většinu svého života zasvětila sběru léčivých rostlin. Děj se odehrává na maloměstě v jižních Čechách. Vyprávění hlavní hrdinky je otevřené a zároveň plné tajemství.